# Sinagoga di Genova
La sinagoga di Genova, inaugurata nel 1935, è situata in via Bertora 6 a Genova. È con le sinagoghe di Trieste, Roma e Livorno una delle quattro grandi sinagoghe monumentali del Novecento in Italia ed insieme alla piccola sinagoga ortodossa di Fiume (ora in Croazia) uno degli esempi di sinagoghe italiane edificate in epoca fascista.

## La storia
Una comunità di ebrei genovesi risale al Alto Medioevo. Cassiodoro racconta come fra il 507 e il 511, Teodorico il Grande "impedì agli Ebrei di Genova di ampliare la sinagoga esistente e impose loro di limitarsi a ripararla; in quegli stessi anni, Teodorico confermò agli Ebrei di Genova il diritto di ottemperare alle proprie leggi in campo religioso anche quando contraddicevano la legislazione generale."
Piccoli nuclei di ebrei furono presenti a Genova specialmente a partire dal 1658, quando la città divenne porto franco. Nelle aree loro assegnate come ghetto si succedettero tre piccoli oratorii, ora scomparsi: in vico del Campo, in piazza dei Tessitori e presso le Mura di Malapaga. All'inizio del Novecento lo sviluppo industriale produsse un rapido incremento demografico; in pochi anni oltre 2500 ebrei giunsero nella città ligure. La comunità ebraica di Genova volle allora dotarsi di un edificio monumentale, degno dello status e del prestigio della città. Si tratta della più grande sinagoga costruita in Italia durante il periodo fascista, nel 1935.
Il progetto della sinagoga fu affidato all'architetto Francesco Morandi che ideò una struttura massiccia e squadrata in cemento armato, sormontata da una grande cupola centrale e quattro semicupole angolari. Alte finestre a feritoia si aprono sulle pareti. Sulla facciata si colloca l'ampio portale sormontato da una lunetta con l'immagine dipinta delle Tavole della Legge e la scritta in ebraico: "Poiché la mia casa sarà chiamata casa di preghiera di tutti i popoli" (Is 56,7). Sopra il portale si apre un enorme rosone sulla cui vetrata è raffigurata la stella di Davide.
L'interno ha forma di un vasto anfiteatro, con due alti matronei semicircolari. Il punto focale è dato dall'aron con davanti la tevah. Tutti gli arredi sono moderni. Nel 1959 furono collocate tre vetrate, opera di Emanuele Luzzati, raffiguranti gli emblemi delle dodici tribù di Israele e la menorah.
La sinagoga è correntemente in uso come sede della comunità ebraica di Genova.

## La retata del 3 novembre 1943
Durante la seconda guerra mondiale, nel periodo dell'occupazione nazista, la sinagoga di Genova fu teatro di uno dei più tragici eventi dell'Olocausto in Italia. Il 3 novembre 1943 truppe delle SS irruppero nella sinagoga e costrinsero il custode Bino Polacco sotto minaccia di morte per i suoi figli a convocare i membri della comunità per una presunta riunione in sinagoga. Per quanti caddero nel tranello e si presentarono all'appuntamento non ci fu scampo. Alla fine circa 50 ebrei furono così catturati e mandati a Auschwitz, dove morirono. Tra loro l'allora rabbino capo Riccardo Pacifici e il custode Bino Polacco, con la sua famiglia, tra cui i suoi bambini di 2 e 4 anni.  Una stele marmorea, posta al di fuori dell'edificio, ricorda, oggi, i 301 ebrei genovesi, periti, vittime delle deportazioni nazifasciste.

## Galleria d'immagini

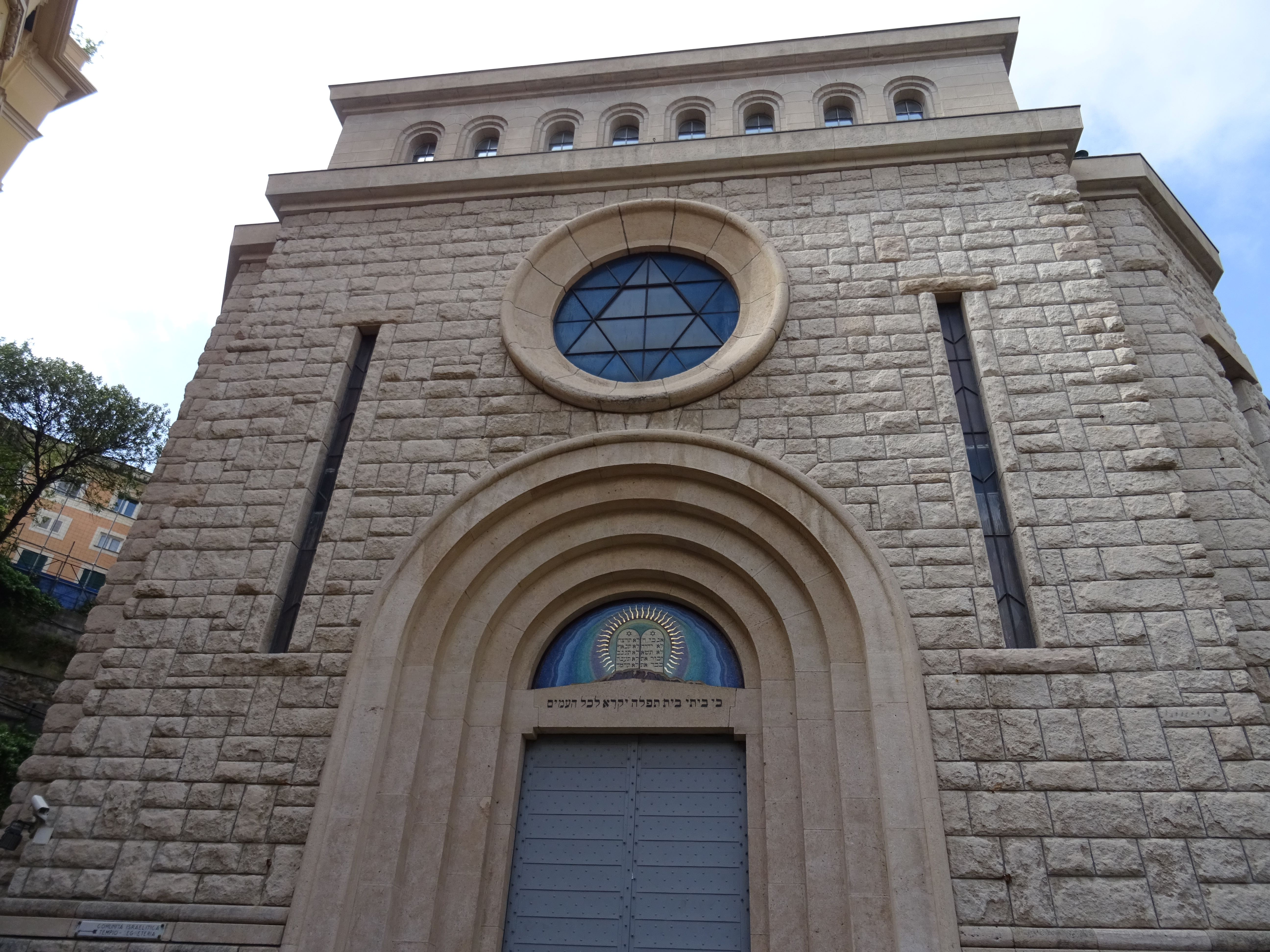
Ingresso
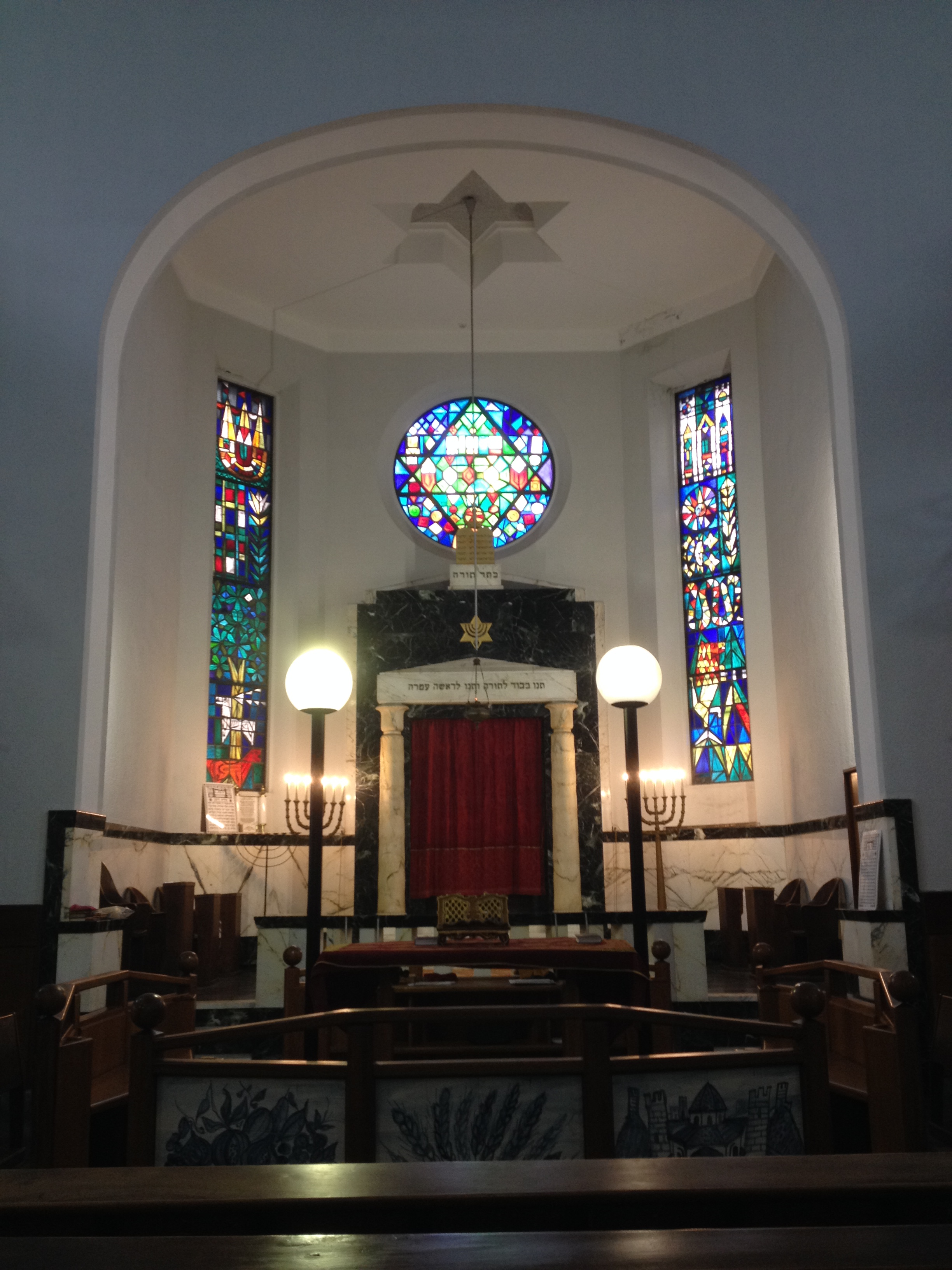
Interno
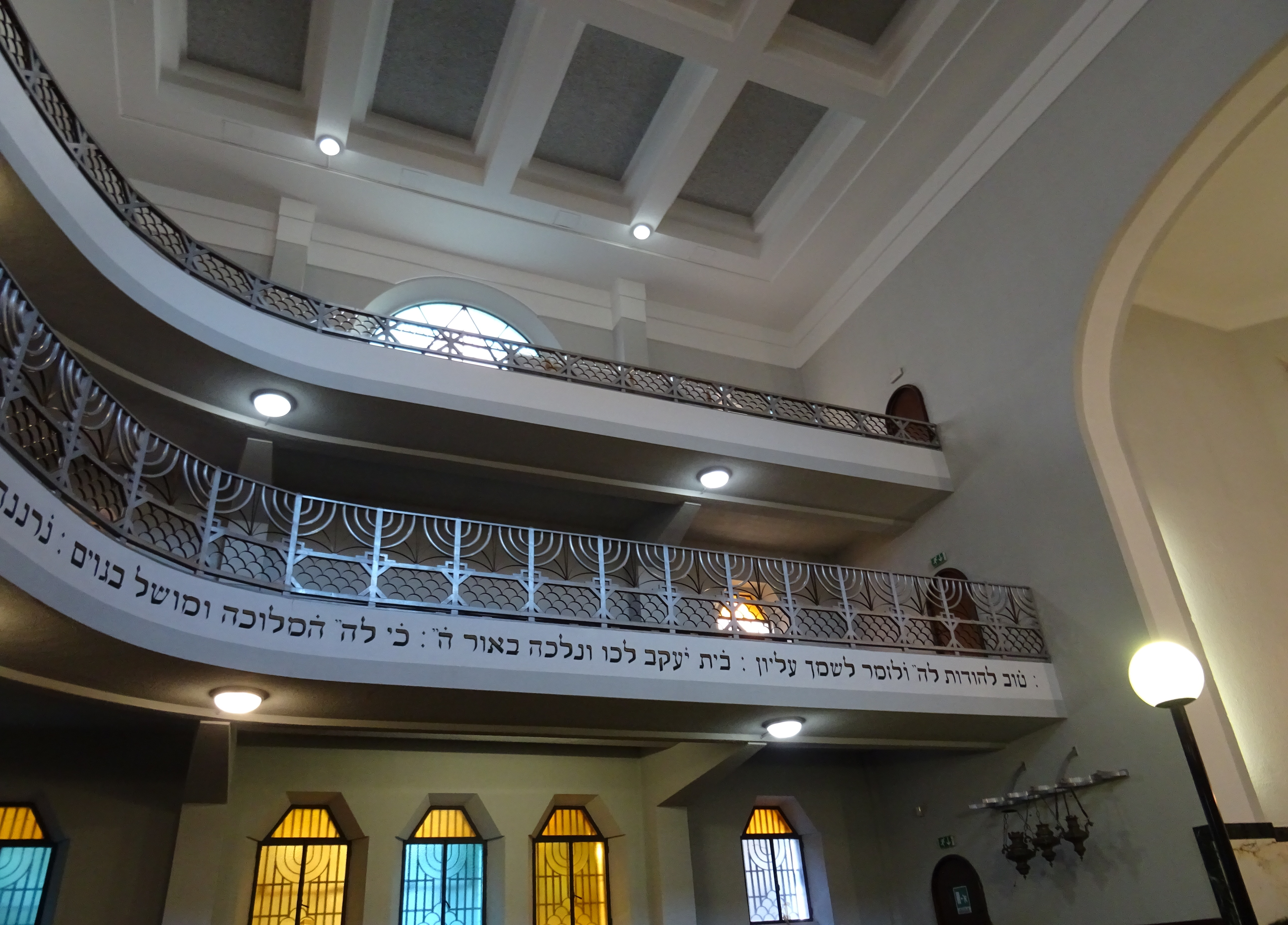
Matroneo
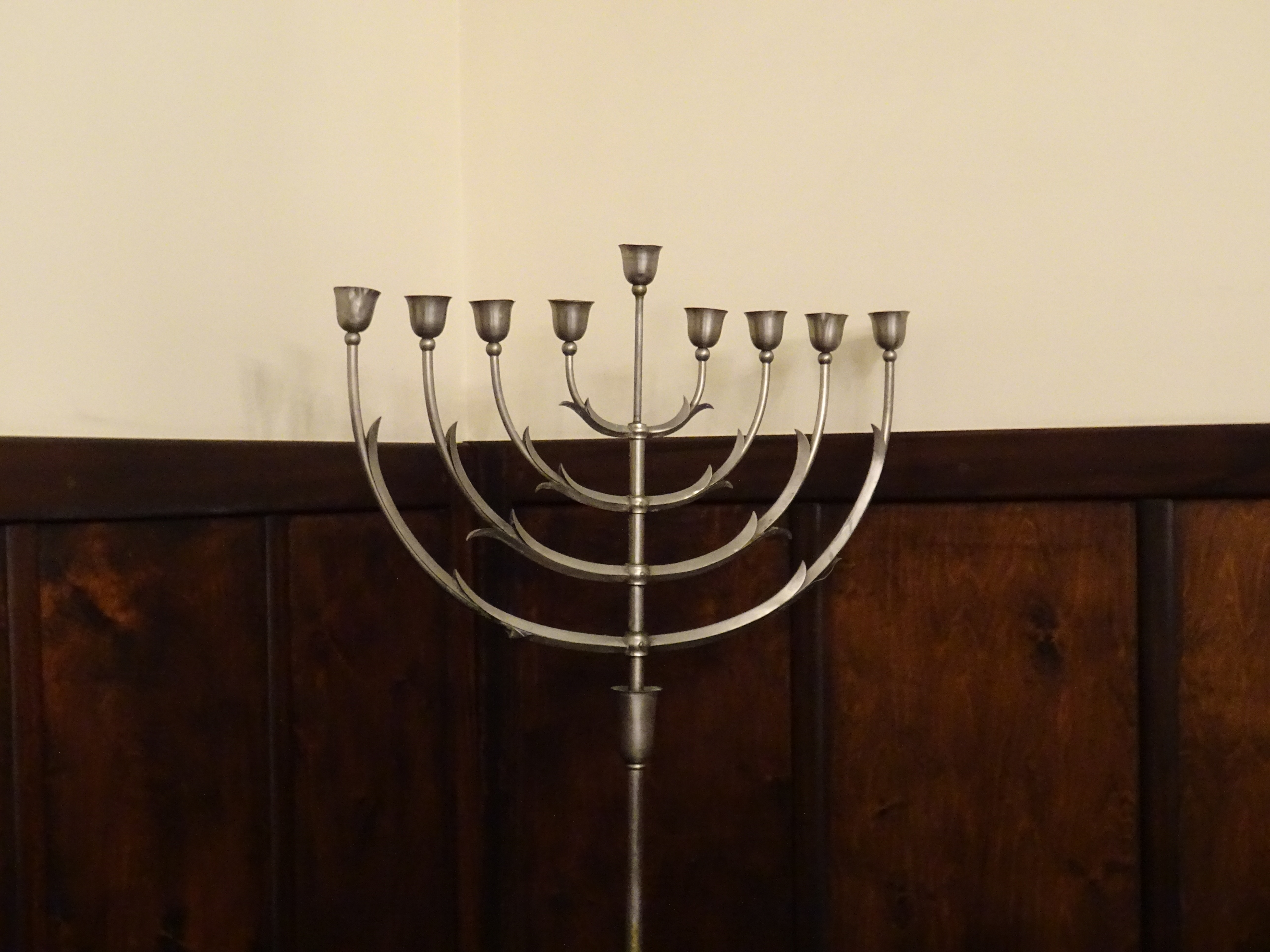
Chanukkiyah
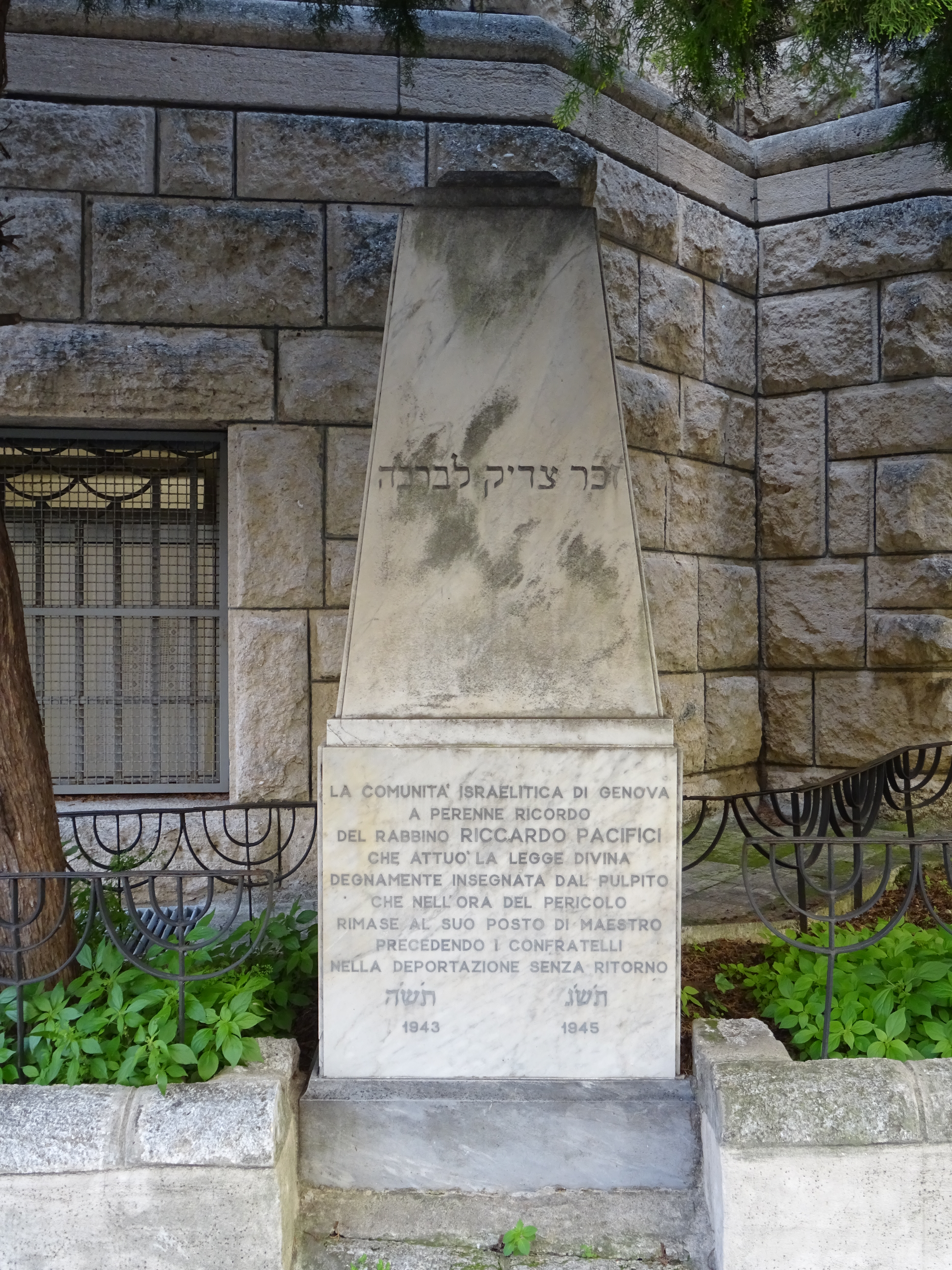
Lapide in ricordo del rabbino Riccardo Pacifici